# Podlužáci
Podlužáci jsou etnografická skupina na území České republiky, konkrétně na Slovácku, v oblasti zvané Podluží.
Pojem Podlužák se v písemných zdrojích poprvé objevil roku 1708. V roce 1811 v kalendáři Mährischer Wanderer nazval J. A. Zeman obyvatele celého břeclavského panství Podlužáky. Dodal však, že za Podlužáky nejsou označováni obyvatelé tři vesnic: Bílovic, Moravského Žižkova a Mikulčic.
Mezi lidem na Břeclavsku bylo označení Podlužák dlouho vratké a definice byla nejasná. Teprve po druhé světové válce vznikla snaha pojem přesněji definovat, za pomoci národopisných a folklórních znaků. Klíčovým se v tom stal specifický lidový kroj. První písemné zmínky o něm pocházejí z 19. století. Tradiční ženský pracovní kroj je zřejmě starší než mužský. Dalším specifickým podlužáckým rysem je hudba, Dušan Holý provedl muzikologický rozbor lidových písní z Podluží a prokázal, že v nich převažuje specifický durový charakter tóniny. U mužů i žen jsou navíc více než jinde oblíbeny vysoké hlasy. Jinak je ovšem písňový fond podobný celému Slovácku a západnímu Slovensku.
Typickým podlužáckým tancem je „vrtěná“, mužský hodový tanec „hošije“ a samozřejmě verbuňk, typický pro celé Slovácko.